# Apple TV+
Apple TV+(애플 TV+)는 미국의 주문형 웹 텔레비전 스트리밍 서비스이다. 애플사에서 2019년 11월 1일 출시하였다. 동종 업계 선발 기업인 넷플릭스와 유사하게 회원제 구독형으로 서비스되며, 독점 오리지널 콘텐츠 역시 제작·배급한다.
대한민국에서는 2021년 11월 4일에 출시했다.

## 요금제
요금제는 미국 기준으로 월 4.99달러였으나, 2022년 6.99달러로 2달러 인상되었다.
대한민국 요금제는 현재 월 6,500원이다.
가족 공유 기능이 사용 가능하여 최대 6명까지 공유가 가능하다.
넷플릭스, 디즈니+, 왓챠, 훌루, HBO 맥스 등의 타 OTT 서비스와 비교했을 때 요금이 비교적 저렴해 가성비가 좋다는 평을 받고 있다.

## 오리지널 시리즈

### 드라마
| Apple TV+ 오리지널 드라마 목록            |               |                     |                |
| 제목                                      | 장르          | 방송 분량           | 방송 현황      |
| 2019년                                    |               |                     |                |
| 포 올 맨카인드 For All Mankind            | 대체역사      | 시즌 1, 총 10 회    | 추가 시즌 확정 |
| 더 모닝쇼 The Morning Show                | 드라마        | 시즌 1, 총 10 회    | 추가 시즌 확정 |
| 어둠의 나날 See                           | SF            | 시즌 1, 총 8 회     | 추가 시즌 확정 |
| 디킨슨 Dickinson                          | 코미디        | 시즌 1, 총 10 회    | 추가 시즌 확정 |
| 서번트 Servant                            | 스릴러        | 시즌 1, 총 10 회    | 추가 시즌 확정 |
| 트루스 비 톨드 Truth Be Told              | 법정          | 시즌 1, 총 8 회     | 추가 시즌 확정 |
| 2020년                                    |               |                     |                |
| 제이콥을 위하여 Defending Jacob           | 범죄          | 미니시리즈, 총 8 회 | 종영           |
| 어메이징 스토리 Amazing Stories           | SF            | 시즌 1, 총 5 회     | 추가 시즌 미정 |
| 리틀 보이스 Little Voice                  | 로맨틱 코미디 | 시즌 1, 총 10 회    | 추가 시즌 미정 |
| 홈 비포 다크 Home Before Dark             | 미스터리      | 시즌 1, 총 10 회    | 추가 시즌 확정 |
| 리틀 아메리카 Little America              | 코미디        | 시즌 1, 총 8 회     | 추가 시즌 확정 |
| 미틱 퀘스트 Mythic Quest: Raven's Banquet | 코미디        | 시즌 1, 총 9 회     | 추가 시즌 확정 |
| 트라잉 Trying                             | 코미디        | 시즌 1, 총 8 회     | 추가 시즌 확정 |
| 테드 래소 Ted Lasso                       | 코미디        | 시즌 1, 총 10 회    | 추가 시즌 확정 |

### 영화
| Apple TV+ 오리지널 영화 목록                        |           |                 |          |
| 제목                                                | 제작국가  | 장르            | 러닝타임 |
| 2019년                                              |           |                 |          |
| 디 엘리펀트 퀸 The Elephant Queen                   | 미국 케냐 | 자연 다큐멘터리 | 96분     |
| 할라 Hala                                           | 미국      | 드라마          | 93분     |
| 2020년                                              |           |                 |          |
| 더 뱅커 The Banker                                  | 미국      | 드라마          | 120분    |
| 비스티 보이즈 스토리 Beastie Boys Story             | 미국      | 다큐멘터리      | 120분    |
| 아버지들 Dads                                       | 미국      | 다큐멘터리      | 81분     |
| 그레이하운드 Greyhound                              | 미국      | 전쟁            | 91분     |
| 보이즈 스테이트 boy State                           | 미국      | 다큐멘터리      | 109분    |
| 온 더 락스 On the Rocks                             | 미국      | 코미디 드라마   | 96분     |
| 미정                                                |           |                 |          |
| 킬러스 오브 더 플라워 문 Killers of the Flower Moon | 미국      | 범죄            |          |

### 어린이 프로그램
| Apple TV+ 오리지널 어린이 프로그램 목록  |            |                  |                |
| 제목                                     | 장르       | 방송 분량        | 방송 현황      |
| 2019년                                   |            |                  |                |
| 고스트라이터 Ghostwriter                 | 미스터리   | 시즌 1, 총 13 회 | 추가 시즌 미정 |
| 스누피 인 스페이스 Snoopy in Space       | 애니메이션 | 시즌 1, 총 12 회 | 추가 시즌 미정 |
| 헬프스터즈 Helpsters                     | 교육       | 시즌 1, 총 13 회 | 추가 시즌 미정 |
| 2020년                                   |            |                  |                |
| 헬프스터즈 헬프 유 Helpsters Help You    | 교육       | 시즌 1, 총 6 회  | 추가 시즌 미정 |
| 프래글 록: 록 온! Fraggle Rock: Rock On! | 인형극     |                  | 시즌 1 방영중  |

### 애니메이션
| Apple TV+ 오리지널 애니메이션 목록 |        |                  |                |
| 제목                               | 장르   | 방송 분량        | 방송 현황      |
| 2020년                             |        |                  |                |
| 센트럴 파크 Central Park           | 뮤지컬 | 시즌 1, 총 13 회 | 추가 시즌 미정 |

### 다큐멘터리
| Apple TV+ 오리지널 다큐멘터리 목록                           |          |                     |
| 제목                                                         | 장르     | 방송 분량           |
| 2019년                                                       |          |                     |
| 오프라 윈프리의 북 클럽 Oprah's Book Club                    | 토크쇼   | 시즌 1, 총 6회      |
| 2020년                                                       |          |                     |
| 비지블: 아웃 온 텔레비전 Visible: Out on Television          | LGBT     | 미니시리즈, 총 5 회 |
| 홈 Home                                                      | 사회문화 | 시즌 1, 총 9 회     |
| 오프라 윈프리가 코로나 19에 대해 말하다 Oprah Talks COVID-19 | 인터뷰   | 시즌 1, 총 13회     |
| 코트의 위대함 Greatness Code                                 | 스포츠   | 시즌 1, 총 7회      |
| 먼 길 위로 Long Way Up                                       | 여행     | 시즌 1, 총 10회     |

## 국내 출시 관련
2020년 8월 31일 모든 유저 인터페이스에 한국어를 적용했고, 모든 애플 오리지날 시리즈에 한글 자막이 생겼다. 또한 그와 동시에 한국에서 애플 tv 플러스 관련 영상 사업을 담당할 직원 채용 공고도 올라왔다.
배우 윤여정, 김민하, 이민호가 주연으로 출연하는 오리지널 드라마 시리즈 《파친코》가 제작되어 공개되었다. 파친코는 한국계 미국인 작가 이민진의 동명 소설을 원작으로 한다.
김지운 감독이 제작에 참여하고 배우 이선균이 주연으로 출현하는 웹툰 원작의 오리지널 드라마 시리즈 《Dr. 브레인》 또한 제작되어 공개되었다. 미스터 로빈은 한국의 웹툰 <닥터 브레인>을 원작으로 한다.
2021년 11월 4일 정식 출시되었다. SK텔레콤과 SK브로드밴드만 서비스가 가능하다.

## 같이 보기
- 애플 TV
- 애플 아케이드
- 애플 뮤직
- 넷플릭스
- 왓챠
- 훌루
- 디즈니 플러스
- OTT 서비스